# Quambalaria eucalypti
Quambalaria eucalypti är en svampart som först beskrevs av M.J. Wingf., Crous & W.J. Swart, och fick sitt nu gällande namn av J.A. Simpson 2000. Quambalaria eucalypti ingår i släktet Quambalaria och familjen Quambalariaceae.   Inga underarter finns listade i Catalogue of Life.